# پارک می-کام
پارک می-کام (انگلیسی: Park Mi-kum؛ زادهٔ ۶ اکتبر ۱۹۵۵) بازیکن والیبال اهل کره جنوبی است.